# Hellsing: The Dawn
El alba o The Dawn es una precuela del manga Hellsing, creado en el 2001 por Kōta Hirano. 
Hellsing: The Dawn, sucede en el año 1944, unos 55 años antes de lo que ocurre con Hellsing. Walter C. Dornez y Alucard atacan la base de operaciones del grupo Millennium en Varsovia, Polonia en septiembre de 1944, en medio de la Insurrección de Varsovia.
En esta saga del Manga se pueden ver al padre de Integra Hellsing, Sir Arthur Hellsing y Sir Hugh Islands también hacen apariciones. Arthur parece haber sido un pervertido y odioso borracho (aunque no incompetente) en ese momento.
En el Capítulo Uno del manga nos presenta, la base argumental de la serie Hellsing. La creación de Ghouls, que son zombis utilizados en el campo de batalla, es claramente retratada. También introduce a Walter C. Dornez por primera vez, como un muchacho de 14 años de edad, deseoso de luchar y lleno de confianza de enfrentarse en batalla con su arma favorita, los microfilamentos.

## Historia
En The Dawn, Alucard y Walter C. Dornez luchan contra Millennium, que está conformado, por los personajes de la más alta categoría, vampiros y otros igual a los que aparecen en el manga original, incluyendo al Mayor Montana Max, El Capitán Hans Gunsche, El Doctor (personaje de Hellsing), y una joven, y más miope Rip Van Winkle, más una chica desconocida actualmente envuelta en vendas se conoce como "Ella" y que luego, en Hellsing, se revela su identidad como Mina Harker.

## OVAs
El 27 de julio de 2011, el OVA 8 de Hellsing trajo como extra el primer capítulo de Hellsing: The Dawn, con una duración de 9 minutos. Se mantienen los seiyuus originales; La voz de Walter es interpretada por Romi Paku.
El 15 de febrero del 2012 el OVA 9 trajo como extra el segundo capítulo, y se espera que el OVA 10 traiga los demás capítulos de forma resumida en un solo OVA.
- Datos: Q3480152